# Fontana (herb szlachecki)
Fontana – herb szlachecki.

## Opis herbu
W polu czerwonym, pod orłem dwugłowym czarnym, ukoronowanym, na poprzecznym pasie srebrnym – wodotrysk, a z każdej jego strony po trzy rzędy gwiazd złotych sześcioramiennych, po pięć w rzędzie, w szachownice ułożonych. Klejnot: pięć piór strusich.
Herbarz szlachty prowincyi witebskiej opracowany przez Piekosińskiego, podaje inny opis herbu:

Fontanowie herbu Fontany, to iest tarcza na trzy pole podzielona, z których na wyższym czerwonym polu orzeł czarny dwugłowy z rozpiętemi skrzydłami i rozciągnionemi nogami; na srzednim srebrnym polu naczynie alias fontanna, z ktorey woda koloru niebieskiego we dwa strumienie wynika, przy  którey gwiazdy złote o 8 promieniach; na trzecim białym polu 3 pola czerwone, z góry na dół podzielone. Nad tą tarczą szyszak zbroyny, koroną złotą y 5 piórami strusiemi ozdobiony.

Jeszcze inaczej opisuje herb Boniecki pisząc:

GROSSOWIE h. FONTANA, w powiecie telszewskim. Herb ich przedstawia na tarczy fontannę, a w koronie dwa gołębie do siebie zwrócone, trzymające w dziobach gałązki oliwne.

## Najwcześniejsze wzmianki
Nobilitacja z 1764 roku.

## Herbowni
Fontana, Gross.